# Operazione Tannenbaum
Operazione Tannenbaum (traducibile con "Operazione Abete" dal tedesco), conosciuta precedentemente come operazione Grün ("Verde"), fu un piano mai eseguito dell'invasione della Svizzera da parte della Germania nazista e dell'Italia fascista durante la seconda guerra mondiale.
Anche prima dell'inizio della guerra, la Svizzera sospettava un'invasione del proprio territorio. Dopo l'arrivo al potere di Adolf Hitler nel 1933, egli cercò di annettere alla Germania tutti i paesi che lui riteneva facenti parte del popolo tedesco, quindi Austria e Svizzera, attraverso l'Anschluss.
Per ragioni tattiche Hitler continuava a ripetere che la Germania avrebbe rispettato la neutralità svizzera nel caso di un conflitto europeo. Nel febbraio del 1937 ribadì all'ex consigliere federale svizzero Edmund Schulthess il rispetto della neutralità della Svizzera prima dell'invasione della Polonia del 1939. Queste erano comunque manovre puramente politiche volte a garantire la passività della Svizzera, prima che la Germania nazista potesse aver sconfitto i suoi principali nemici nel continente europeo.

## Antefatti

Piantina geografico-politica della Svizzera

In una conversazione con Benito Mussolini e Galeazzo Ciano del giugno 1941, Hitler dichiarò quanto segue:
In una discussione successiva con l'allora ministro degli esteri tedesco Joachim von Ribbentrop alludeva direttamente a una possibile futura spartizione del territorio svizzero tra le due potenze dell'Asse:
Nell'agosto del 1942 Hitler descriveva la Svizzera come "un brufolo sulla faccia dell'Europa" e come uno Stato che non ha più il diritto di esistere, denunciando la popolazione svizzera come "un ramo illegittimo del Volk". Nonostante Hitler disprezzasse la mentalità democratica degli svizzeri di lingua tedesca considerando gli stessi come "ramo ribelle del popolo tedesco", egli riconobbe il loro status di tedeschi. Inoltre, gli aperti obiettivi politici pangermanici del Partito Nazista, chiamato per l'unificazione di tutti i tedeschi in una Großdeutschland (letteralmente "Grande Germania"), includevano il popolo svizzero. Il primo obiettivo dei 25 punti del programma nazionalsocialista dichiarava che "Noi il Partito Nazista richiediamo l'unificazione di tutti i tedeschi nella Grande Germania sulla base del diritto dei popoli all'autodeterminazione".
Nelle loro mappe della Grande Germania, i libri di testo tedeschi includevano i Paesi Bassi, il Belgio, l'Austria, la Boemia-Moravia di lingua tedesca (Sudeti), parti della Svizzera e della Polonia occidentale da Danzica a Cracovia. Ignorando la Svizzera come Stato sovrano, queste mappe spesso mostravano il suo territorio come un Gau tedesco. L'autore di uno di questi libri di testo, Ewald Banse, ha spiegato che "È naturale che contiamo la Svizzera come propaggine della nazione tedesca, insieme con gli olandesi, i fiamminghi, i lorenesi, gli alsaziani, gli austriaci e i boemi... Un giorno noi stessi saremo raggruppati attorno a un unico striscione, e chiunque vorrà separarsi da noi, sarà sterminato!" Diverse sono state le voci naziste circa l'intenzione di "espandere le frontiere della Germania fino agli estremi confini del vecchio Sacro Romano Impero, e anche oltre".
Anche se non ideologicamente o politicamente allineato con gli stessi nazisti, il geopolitico Karl Haushofer, nonostante avesse offerto loro il proprio sostegno intellettuale, aveva anche sostenuto la spartizione della Svizzera tra i paesi circostanti, ovvero la Svizzera romanda (Welschland) sarebbe stata assegnata alla Francia, il Canton Ticino all'Italia, e la Svizzera centrale e orientale alla Germania.

## Preparativi militari

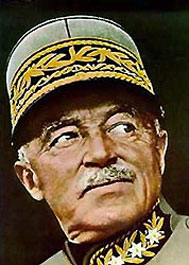
Primo piano del generale Henri Guisan

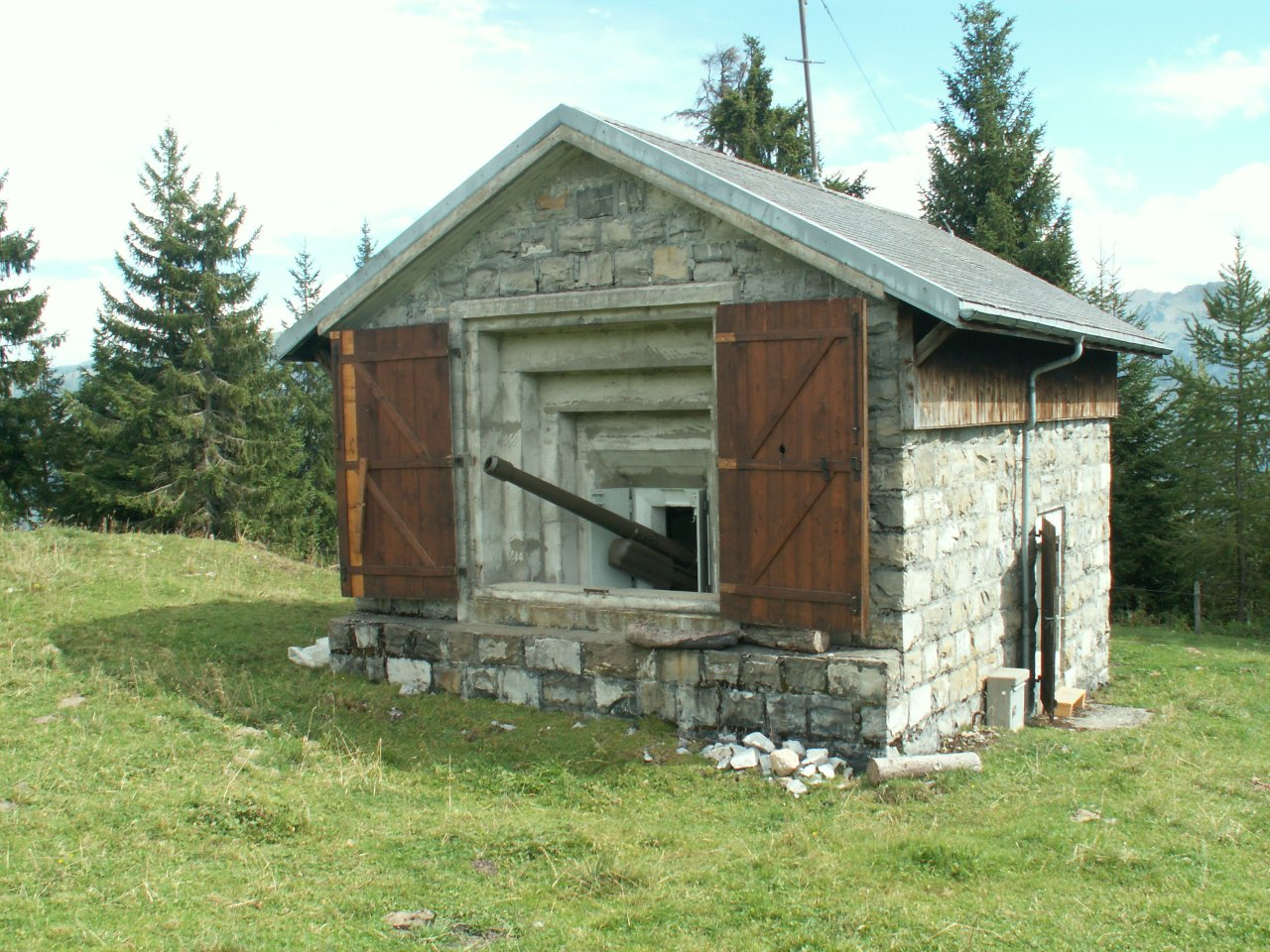
Una delle opere difensive del Ridotto nazionale

Un aumento della spesa per la difesa svizzera era stato approvato, con una prima tranche di 15 milioni di franchi (sul totale del bilancio pluriennale di 100 milioni di franchi) per andare verso una modernizzazione. Con la rinuncia di Hitler del trattato di Versailles nel 1935, questa spesa balzò subito a 90 milioni di franchi. Lo Schmidt Rubin K31 diventò il fucile standard per la fanteria nel 1933, in quanto migliore rispetto al Mauser Karabiner 98k in termini di facilità di utilizzo, precisione, e peso. Entro la fine della seconda guerra mondiale, ne sarebbero stati prodotti quasi 350 000
La Svizzera ha una forma unica di generalato. In tempo di pace, non vi è nessun ufficiale con un rango superiore a quello di Korpskommandant (Comandante di Corpo). Tuttavia, in tempi di guerra e di 'bisogno', l'Assemblea federale (ted. Bundesversammlung) elegge un generale al comando dell'esercito e dell'aviazione. Il 30 agosto 1939 Henri Guisan fu eletto con 204 voti su 227 espressi, prendendo subito in mano la situazione.
Il 1º settembre la Wehrmacht invase la Polonia e tre giorni dopo a mezzogiorno la Gran Bretagna dichiarò guerra alla Germania. Alle 12:10 Guisan chiamò una mobilitazione generale, e rilasciò l'Operationsbefehl nr. 1, il primo di quella che doveva essere una serie di piani difensivi. Il primo piano assegnò gli esistenti tre corpi d'armata ad est, nord e ovest, con le riserve nel centro e sud del paese. Guisan riferì al Consiglio federale il 7 settembre che dal momento della dichiarazione di guerra britannica, "il nostro esercito era stato subito schierato nelle proprie posizioni operative in dieci minuti". Inoltre, il suo Capo di Stato Maggiore Generale aumentò il limite di ammissibilità al servizio militare, da 48 a 60 anni, e ordinò la formazione di un completamente nuovo corpo d'armata di 100 000 uomini.
La Germania iniziò a programmare l'invasione della Svizzera il 25 giugno 1940, lo stesso giorno in cui la Francia si arrese. A questo punto l'esercito tedesco in Francia era costituito da tre gruppi armati con 2 milioni di soldati in 102 divisioni. La Svizzera e il Liechtenstein furono quindi completamente circondati dalla Francia occupata e dalle Potenze dell'Asse e così Guisan emise l'Operationsbefehl Nr. 10, una completa revisione degli attuali piani di difesa della Svizzera. I passi di Saint-Maurice e del San Gottardo a sud e la fortezza di Sargans nel nord-est sarebbero serviti come linea difensiva, mentre le Alpi svizzere sarebbero state la loro fortezza naturale. Il 2º, il 3º e il 4º Corpo d'Armata avevano il compito di ritardare le azioni alla frontiera, mentre i restanti soldati si ritiravano nei rifugi alpini facenti parte di una serie di strutture difensive conosciuta meglio con il nome di Ridotto nazionale o in francese Réduit national. I centri abitati situati nelle pianure del nord, sarebbero stati lasciati ai tedeschi al fine di permettere al resto della popolazione di sopravvivere.
Hitler chiese di vedere i piani per l'invasione della Svizzera. Franz Halder, il capo dell'Oberkommando des Heeres (OKH, l'Alto Comando dell'Esercito tedesco), ricorda: "Sentivo parlare in continuazione di esplosioni di rabbia di Hitler contro la Svizzera, che, data la sua mentalità, avrebbero potuto in ogni momento prendere l'iniziativa per attività militari dell'esercito". Il capitano Otto Wilhelm von Menges dell'OKH presentò un progetto per un piano di invasione. 
Il generale Wilhelm Ritter von Leeb del Heeresgruppe C (HGr. C) avrebbe condotto l'attacco, che sarebbe stato affidato alla 12ª armata. Leeb personalmente fece la ricognizione del terreno, studiando i percorsi più promettenti per l'invasione e i percorsi dove ci si poteva aspettare una minore resistenza. Menges annotò nel suo piano che una resistenza svizzera era improbabile e che un'annessione non violenta sarebbe stato il risultato più probabile. Con "l'attuale situazione politica in Svizzera", scrisse, "può aderire alle richieste ultimatum in modo pacifico, in modo che un'invasione pacifica poteva essere garantita".
Il piano fu sottoposto a molte revisioni fino ad ottobre, quando la 12ª armata presentò la sua quarta bozza, ora chiamata "Operazione Tannenbaum". Il piano originale prevedeva 21 divisioni tedesche, ma questa cifra è stata rivista al ribasso a 11 dal Oberkommando des Heeres. Halder stesso aveva studiato le zone di confine, e concluse che "il massiccio del Giura non offre alcuna base favorevole per un attacco. La Svizzera sorge in terreni composti principalmente da foreste, lungo l'ipotetica linea d'attacco. I punti di passaggio sul fiume Doubs e lungo il confine sono pochi, le postazioni lungo la frontiera svizzera sono forti". Egli optò per una finta, ipotizzando di mandare dei soldati di fanteria presso il Giura al fine di trarre fuori dalle loro postazioni i soldati svizzeri e in seguito tagliarli fuori nella parte posteriore, come era stato fatto in Francia. Con le 11 divisioni tedesche e circa altre 15 divisioni italiane pronte a penetrare da sud, gli svizzeri erano pronti a subire un'invasione condotta da 300 000-500 000 uomini.
Hitler non diede mai il via libera all'operazione, per motivi che non sono ancora stati chiariti (probabilmente perché la sua attenzione, a un certo punto, si volse al Regno Unito e in seguito all'URSS). Anche se la "finta" Wehrmacht mosse verso la Svizzera per la sua offensiva, non tentò mai l'invasione. Dopo lo sbarco in Normandia, l'operazione fu sospesa e così la Svizzera rimase neutrale per tutta la durata della guerra.

## Piani per la conquista della Svizzera
Lo scopo nazista della conquista della Svizzera era quello di inglobare all'interno del popolo tedesco la gran parte degli svizzeri razzialmente idonei e di annettere direttamente al Reich tedesco quanto meno la popolazione svizzera di etnia tedesca.
A tal proposito Heinrich Himmler valutò quale fosse la persona più adatta a ricoprire la posizione di Reichskommissar nella riunificazione della Svizzera alla Germania e la successiva posizione di Reichsstatthalter con il suo subalterno Gottlob Berger nel settembre 1941. Una volta scelta, questa persona avrebbe avuto il compito di agevolare la fusione totale (zusammenwachsen) delle popolazioni svizzere a quelle tedesche.
Un documento denominato Aktion S (recante l'intestazione completa Reichsführer-SS, Hauptamt SS, Aktion S [chweiz]) fu ritrovato nei documenti di Himmler. È ben dettagliato il processo previsto per l'instaurazione del dominio nazista in Svizzera, dalla sua prima conquista da parte della Wehrmacht fino al suo completo consolidamento come provincia tedesca. Non si sa però se questo piano sia mai stato approvato da qualche membro di alto grado del governo tedesco.
Dopo il secondo armistizio di Compiègne nel giugno 1940, il ministero dell'Interno del Reich presentò un memorandum per l'annessione di una striscia della Francia orientale, dalla foce della Somme al lago Lemano, destinata ad essere colonizzata dai tedeschi a guerra finita. La suddivisione prevista per la Svizzera si sarebbe effettuata in accordo con questa nuova frontiera franco-tedesca, lasciando di fatto che fosse annessa al Reich anche la regione francofona della Svizzera romanda, nonostante la differenza linguistica.
Nel 1997, un ricercatore svizzero, il professor Jean Ziegler, deputato socialista al Parlamento federale e docente di Sociologia a Ginevra e alla Sorbona, in un suo libro avanza l'ipotesi che la Svizzera non fu invasa per ragioni economiche e tattiche. Ovvero in pratica era la cassaforte di Hitler e la via di passaggio dei rifornimenti verso l'Italia per il fronte tedesco stabilitosi nella penisola.

### Coinvolgimento dell'Italia
Durante la guerra la Germania era alleata con il Regno d'Italia sotto il governo di Benito Mussolini, desideroso di annettere la parte italiana della Svizzera, in particolare il Canton Ticino. In un viaggio nelle regioni alpine italiane Mussolini annunciò al suo entourage che "la nuova Europa ... non poteva avere più di quattro o cinque grandi Stati, quelli piccoli non hanno più ragion d'essere e devono scomparire".
Il futuro del paese in un'Europa dominata dall'Asse fu ulteriormente discusso in una tavola rotonda nel 1940, in una conferenza con il ministro degli esteri italiano Galeazzo Ciano e il Ministro degli Esteri tedesco Joachim von Ribbentrop, dove partecipò anche Hitler. Ciano propose che in caso di scioglimento della Svizzera questa doveva venire sezionata lungo la catena centrale delle Alpi Occidentali, dal momento che l'Italia desiderava le aree a sud di questa linea di demarcazione come parte del suo bottino di guerra. Ciò avrebbe lasciato all'Italia i cantoni Ticino, Vallese e Grigioni.